# Megachile khamana
Megachile khamana är en biart som beskrevs av Cockerell 1938. Megachile khamana ingår i släktet tapetserarbin, och familjen buksamlarbin. Inga underarter finns listade i Catalogue of Life.